# Jean-Louis Quesne
Jean-Louis Quesne, né le 1er octobre 1943 à Canteleu (Seine-Maritime), est un coureur cycliste français, professionnel de 1965 à 1972.

## Palmarès

### Palmarès amateur
- 1960
  - Grand Prix de Gerponville
- 1961
  - Une étape de la Route de France
  - 3e de Paris-Ézy
- 1962
  - 3e de Paris-Ézy
- 1963
  - Grand Prix d'Alger
- 1964
  - Grand Prix de France
  - Paris-Dreux
  - 3e de Paris-Cayeux

### Palmarès professionnel
- 1967
  - 2e des Boucles Pertusiennes

### Résultats sur les grands tours

#### Tour d'Espagne
1 participation
- 1965 : 51e et dernier